# Hydata alada
Hydata alada är en fjärilsart som beskrevs av Paul Dognin 1898. Hydata alada ingår i släktet Hydata och familjen mätare. Inga underarter finns listade i Catalogue of Life.